# Coilia nasus
Coilia nasus is een straalvinnige vis uit de familie van de ansjovissen (Engraulidae) en behoort derhalve tot de orde van haringachtigen (Clupeiformes). De vis kan een lengte bereiken van 41 cm.

## Leefomgeving
De soort komt zowel in zoet, brak als zout water voor. De vis prefereert een subtropisch klimaat en leeft hoofdzakelijk in de Grote Oceaan.

## Relatie tot de mens
Coilia nasus is voor de visserij van aanzienlijk commercieel belang. In de hengelsport wordt er weinig op de vis gejaagd.